# Сан-Клементе (Италия)
Сан-Клементе (итал. San Clemente) — коммуна в Италии, располагается в регионе Эмилия-Романья, подчиняется административному центру Римини.
Население составляет 3096 человек, плотность населения составляет 155 чел./км². Занимает площадь 20 км². Почтовый индекс — 47832. Телефонный код — 0541.
Покровителем города считается святой Климент I (папа римский), празднование 23 ноября.